# Mateo 16
Mateo 16 es el decimosexto capítulo del Evangelio de Mateo de la sección Nuevo Testamento de la Biblia cristiana. Jesús inicia un viaje a Jerusalén desde las cercanías de Cesarea de Filipo, cerca de la base suroccidental del monte Hermón. El versículo 24 habla de sus discípulos "siguiéndole".
La narración puede dividirse en las siguientes subsecciones:
- Ninguna señal excepto la Signo de Jonás (16:1-4)
- La levadura de los fariseos y saduceos (16:5-12)[1]
- Confesión de Pedro (16:13-20)
- Jesús predice su muerte (16:21-26)
- Retorno del Hijo del hombre (16:27-28)

## Texto
El texto original fue escrito en griego koiné. Este capítulo está dividido en 28 versículos.

### Testigos textuales
Algunos manuscritos antiguos que contienen el texto de este capítulo son:
- Codex Vaticanus (325-350)
- Codex Sinaiticus (330-360)
- Codex Bezae (c. 400)
- Codex Washingtonianus (c. 400)
- Codex Ephraemi Rescriptus (c. 450)
- Codex Purpureus Rossanensis (siglo VI)
- Codex Petropolitanus Purpureus (siglo VI; se conservan los versículos 1-6)
- Codex Sinopensis (siglo VI; se conservan los versículos 1-18)

## Localizaciones
Mateo 15 termina con Jesús despidiendo a la multitud de sus seguidores y Él y sus discípulos navegan hacia Magdala (o Magadán) en la orilla occidental del Mar de Galilea.  En 16:1 se le acercan los fariseos y saduceos, presumiblemente en el mismo lugar.
Mateo 16:5 vuelve a referirse al viaje a "la otra orilla", y los versículos Mateo 16:13-20 se sitúan "en la región de Cesarea de Filipo".
El "otro lado" del lago habría sido el lado oriental. En cuanto a la afirmación del versículo 5 de que se habían olvidado de llevar pan, Joseph Benson sugiere que deberían haber obtenido pan antes de embarcarse hacia el lado occidental, señalando que en el pasaje paralelo del Evangelio de Marcos (Mark) sólo llevaban consigo un pan, mientras que Henry Alford y Heinrich August Wilhelm Meyer sostienen que deberían haber obtenido más provisiones cuando llegaron al lado oriental, porque tenían en mente un viaje más largo.
Cesarea de Filipo es el punto más al norte al que se refiere el Evangelio de Mateo, y marca el punto de retorno desde el que Jesús y sus discípulos viajarán hacia el sur hasta Jerusalén.

## Fariseos y saduceos (16:1-12)

### Versículo 1
Vinieron también los fariseos con los saduceos, y tentándole, le pidieron que les mostrase señal del cielo. 
La oposición a las enseñanzas de Jesús procedía esta vez de una coalición de fariseos y saduceos, cuyas opiniones teológicas y políticas eran marcadamente diferentes entre sí, pero que se veían obligados a cooperar como miembros del Sanedrín, el tribunal supremo judío. El comentarista bíblico Dale Allison describe la coalición como "improbable", al igual que Wilhelm Martin Leberecht de Wette, David Strauss, Weiss y [an Hendrik Scholten.  Arthur Carr sugiere que la formación de esta coalición "sólo puede explicarse por la influencia unificadora de una fuerte hostilidad común contra Jesús". El teólogo John Gill sugiere que "estos eran galileos, saduceos y fariseos, de los que se hace mención en la Misna", y distintos de los escribas y fariseos que eran de Jerusalén, mencionados en Mateo 15:1. Gill señala que Abdías de Bertinoro, un rabino italiano del siglo XV que escribió un popular comentario sobre la Mishná, también hacía referencia a los "saduceos galileos".

#### Comentarios
Por segunda vez los fariseos  se dirigen a Jesús pidiéndole una señal. En el ánimo del Jesús están las dos multiplicaciones de los panes que acaba de realizar y los milagros que hizo entre una y otra. Sin embargo, aquellos hombres «no le preguntaban para creer, sino para apresarlo Por eso, la contestación del Señor es un reproche: han visto los prodigios pero no se han atrevido a preguntarse sobre su significado. Un tanto más enigmático es el diálogo de Jesús con sus discípulos. Como otras veces, los discípulos no interpretan correctamente una frase de Jesús. De todas formas, Jesús, verdadero Maestro, enseñaba en privado a sus discípulos: 

Es cierto que los Apóstoles aprendieron mucho viendo a Cristo, pero aprendieron mucho también escuchándole, pues les hablaba en un lenguaje que podían entender con sus oídos de carne, aparte de lo que les decía en lo íntimo de sus corazones mediante el Espíritu Santo. 

### Versículos 2-3
2 Respondió y les dijo:
"Cuando anochezca diréis: 'Hará buen tiempo, porque el cielo está rojo;
3 y por la mañana, 'Hoy hará mal tiempo, porque el cielo está rojo y amenazador. 
¡Hipócritas! Sabéis discernir la faz del cielo, pero no podéis discernir los signos de los tiempos." 
Allison señala que, si hubiera querido hacerlo, Jesús podría haber proporcionado la "señal espectacular" que pedían: en NKJV Jesús recuerda a sus seguidores: "¿pensáis que no puedo ahora orar a mi Padre, y Él me proveerá de más de doce legiones de ángeles?".

### Versículo 5
Cuando sus discípulos llegaron al otro lado, se olvidaron de tomar pan.
Meyer incluye a Jesús en este viaje aunque no se le menciona, sólo a los discípulos. Lee el versículo 6 como concluyente a este efecto.

### Versículo 6
Entonces Jesús les dijo: "Mirad y guardaos de la levadura de los fariseos y de los saduceos".
"Levadura" significa "enseñanza" o "doctrina".

## Confesión de Pedro (16:13-20)
Esta perícopa se considera el clímax de la primera parte del Evangelio de Mateo, cuando Pedro recibe una revelación de Dios que le dice que Jesús es el Mesías, el Hijo de Dios. Allison sostiene que "la función primordial de este pasaje es dejar constancia del establecimiento de una nueva comunidad, que reconocerá la verdadera identidad de Jesús y se convertirá así en el centro de la actividad de Dios en la historia".

### Verso 13
Cuando Jesús llegó a la región de Cesarea de Filipo, preguntó a sus discípulos, diciendo: "¿Quién dicen los hombres que soy yo, el Hijo del Hombre?"
- "Región" (en griego antiguo: μέρη, merē, la forma plural de meros, "parte, porción"): La Versión King James se refiere a las "costas" de Cesarea de Filipo, aunque Cesarea de Filipo no está en la vecindad de un mar: el sentido es de "fronteras" o "regiones".[21] Las regiones de Cesarea de Filipo se denominan "las costas septentrionales de la tierra de Israel",[22] marcando "el punto más septentrional" alcanzado por Jesucristo en su ministerio.[11]

El Textus Receptus tiene en griego τινα με λεγουσιν, tina me legousin, pero el με es omitido por Westcott-Hort. De ahí que las traducciones varíen en cuanto a si la pregunta de Jesús está planteada en primera persona o tercera persona:
¿Quién dicen los hombres que soy yo, el Hijo del Hombre? - Nueva Versión King James
¿Quién dice la gente que soy yo? -  Easy-to-Read Version
¿Quién dice la gente que es el Hijo del Hombre? - American Standard Version, NABRE, Revised Standard Version
¿Quién dice la gente que es el Hijo del Hombre?- Biblia de Navarra

### Versículo 14
- Entonces dijeron: Unos, Juan el Bautista; otros, Elías; y otros, Jeremías o alguno de los profetas.[23]

El consenso popular es que Jesús es un profeta: todos los precursores mencionados fueron profetas.

### Versículo 16
Respondiendo Simón Pedro, dijo: Tú eres el Cristo, el Hijo del Dios viviente 
—Tú eres el Cristo, el Hijo de Dios vivo
Esta respuesta de Pedro combinaba un título judío tradicional de "Mesías" (griego: Christos, "Cristo") que significa "ungido" (que es un título real), con un título griego "Hijo de ... Dios" para un gobernante o líder divino (el favorito del primer emperador romano Augusto, entre otros), que es también otro título real hebreo (véase Salmos  2:7).

### Versículo 18
Y yo también te digo que tú eres Pedro, y sobre esta roca edificaré mi iglesia, y las puertas del Hades no prevalecerán contra ella.
Y yo te digo que tú eres Pedro, y sobre esta piedra edificaré mi Iglesia, y las puertas del infierno no prevalecerán contra ella.
- "Prevalecerán...contra": o "serán victoriosos",[29] de la palabra griega κατισχύσουσιν, katischysousin.[30]

El Papa Francisco señala que "es la primera vez que Jesús usa la palabra 'Iglesia'. Lo hace expresando todo su amor por la comunidad de la Nueva Alianza "que Él define como 'Mi Iglesia'".

### Versículo 19
"Y yo te daré las llaves del reino de los cielos, y todo lo que ates en la tierra quedará atado en los cielos, y todo lo que desates en la tierra quedará desatado en los cielos."
Te daré las llaves del Reino de los Cielos; y todo lo que ates sobre la tierra quedará atado en los cielos, y todo lo que desates sobre la tierra quedará desatado en los cielos.
- "Será atado... será desatado": o "habrá sido atado... habrá sido desatado".[33]

#### Comentarios a la confesión de Pedro
Este episodio se refiere a dos realidades distintas aunque estrechamente relacionadas: la confesión de fe de Pedro y la promesa del Primado. Frente a todos aquellos que no han sabido descubrir quién es Jesús, Pedro confiesa claramente que Jesús es el Mesías prometido y que es el Hijo de Dios: 

El Señor pregunta a sus Apóstoles qué es lo que los hombres opinan de Él, y en lo que coinciden sus respuestas reflejan la ambigüedad de la ignorancia humana. Pero, cuando urge qué es lo que piensan los mismos discípulos, el primero en confesar al Señor es aquel que también es primero en la dignidad apostólica 

Esta confesión de Pedro no incluye sólo la misión de Jesús —ser el Mesías— sino su íntimo ser: Jesús es el Hijo de Dios. Pero esta confesión no se puede proferir sólo desde la experiencia humana, hay que hacerla desde la fe, que es gracia de Dios. Por eso, san León Magno, glosa así las palabras del Señor: 

Eres verdaderamente dichoso porque es mi Padre quien te lo ha revelado; la humana opinión no te ha inducido a error, sino que la revelación del cielo te ha iluminado, y no ha sido nadie de carne y hueso, sino que te lo ha enseñado Aquel de quien soy el Hijo único 

. 
Y por eso también, como enseña el Catecismo de la Iglesia Católica, las palabras de la confesión de Pedro deben entenderse aquí en un sentido literal ya que las pronuncia por revelación del Padre. Así lo describe León Magno:

«Y añade: Ahora te digo yo, esto es: Del mismo modo que mi Padre te ha revelado mi divinidad, igualmente yo ahora te doy a conocer tu dignidad: Tú eres Pedro: Yo, que soy la piedra inviolable, la piedra angular que ha hecho de los dos pueblos una sola cosa, yo, que soy el fundamento, fuera del cual nadie puede edificar, te digo a ti, Pedro, que eres también piedra, porque serás fortalecido por mi poder de tal forma que lo que me pertenece por propio poder sea común a ambos por tu participación conmigo. Sobre esta piedra edificaré mi Iglesia, y el poder del infierno no la derrotará. Sobre esta fortaleza —quiere decir— construiré el templo eterno y la sublimidad de mi Iglesia, que alcanzará el cielo y se levantará sobre la firmeza de la fe de Pedro.

Desde los comienzos, se ha entendido que este don a Pedro se transmite también a sus sucesores como Obispos de Roma. Es la doctrina del Primado que —junto con la infalibilidad del Romano Pontífice cuando habla ex cathedra— fue definida como dogma de fe en la Constitución dogmática Pastor Aeternus del Concilio Vaticano I, y reafirmada en documentos posteriores: 

El Obispo de la Iglesia Romana, en quien permanece la función que el Señor encomendó singularmente a Pedro, primero entre los Apóstoles, y que había de transmitirse a sus sucesores, es cabeza del colegio de los Obispos, Vicario de Cristo y Pastor de la Iglesia universal en la tierra; el cual, por tanto, tiene, en virtud de su función, potestad ordinaria que es suprema, plena, inmediata y universal en la Iglesia y que puede siempre ejercer libremente. 

Los santos han visto en el amor a la Iglesia y al Romano Pontífice un signo verdadero de amor a Cristo: 

Quien sea desobediente al Cristo en la tierra, el cual está en lugar de Cristo en el cielo, no participará en el fruto de la sangre del Hijo de Dios. 

## Muerte y gloria (16:21-28)
Todavía en el lugar cerca de Cesarea de Filipo, la narración sigue la confesión de Pedro con una nueva fase decisiva del ministerio de Jesús, con Jerusalén como el siguiente foco geográfico. El versículo 21 afirma que Jesús "debe ir a Jerusalén", pero este viaje no comienza propiamente hasta Mateo 19:1.